# Oskars Kleid
Oskars Kleid ist ein deutscher Kinofilm von Hüseyin Tabak aus dem Jahr 2022. Die Tragikomödie entstand nach einem Drehbuch von Hauptdarsteller Florian David Fitz und erzählt die fiktive Familiengeschichte um ein neunjähriges Kind namens Oskar, das sich als transgeschlechtlich empfindet und sich fortan Lili nennt. Der deutsche Kinostart fand am 22. Dezember 2022 statt.

## Handlung
Seit der Trennung von seiner Frau Mira ist Bens Leben in Schieflage geraten. Die beiden gemeinsamen Kinder Erna und Oskar leben inzwischen bei ihrer Mutter, die von ihrem neuen Lebensgefährten Diego überdies Zwillinge erwartet. Ben, der seine Kinder nur jedes zweite Wochenende sieht, leidet unter der Situation: Gleichgültig quält er sich durch seinen Alltag als Polizist – nicht selten mit Hilfe von Alkohol. Als bei Mira vorzeitig die Wehen einsetzen und sie gezwungen ist, den Rest der Schwangerschaft im Krankenhaus zu verbringen, wünscht sie zunächst, dass Diego die Betreuung von Erna und Oskar übernimmt. Doch Ben, der Diego nicht ausstehen kann und die Chance gekommen sieht, Mira abermals von seinen Vaterqualitäten überzeugen zu können, beschließt kurzerhand, seine Kinder für zwei Wochen zu sich zu nehmen.
Während Erna sich auf Anhieb über die bevorstehende Zeit bei ihrem Vater freut, reagiert Oskar reserviert. Als Ben in Oskars Koffer ein Kleid entdeckt und er Mira daraufhin zur Rede stellt, teilt diese ihm mit, dass Oskar das Kleid bereits seit einem halben Jahr trägt. Ben reagiert mit Unverständnis auf die ihm verheimlichte Situation und entsorgt das Kleidungsstück im Müll, ehe er einen Termin bei einem Psychologen vereinbart. Dieser stellt zu Bens Missfallen die Vermutung an, dass Oskar transsexuell sein könnte. Als Oskar Ben kurz danach auffordert, ihn Lili zu nennen, und die Situation Zuhause zu eskalieren droht, erhalten sie überraschend Besuch von der Jugendamtsbeauftragten Frau Steck. Ben sieht sich gezwungen, Oskars Forderungen nachzukommen, und willigt widerwillig ein, ihm sein Kleid zurückzugeben und ihn fortan Lili zu rufen.
Nachdem sein Urlaubsgesuch von seinem Vorgesetzten abgeblockt wurde, parkt Ben die Kinder während der Arbeit bei seinen Eltern. Beide zeigen sich nicht minder überrascht übers Oskars Wandlung, konfrontieren ihren Sohn jedoch mit unterschiedlichen Meinungen. Als Lili eines Morgens wieder in Jeans vor ihm steht und fordert, Oskar genannt zu werden, sieht Ben sich in seiner Idee bestätigt, wonach ihr Verhalten nur auf eine Laune zurückzuführen ist. Mira fällt in Anbetracht der Neuigkeiten aus allen Wolken. Verzweifelt berichtet sie Ben, dass in der Schule bislang niemand ahnte, dass Lili als Junge geboren wurde. Als Lili schließlich verängstigt und mit Hämatomen am Körper aus der Schule zurückkehrt, ist Ben zum Umdenken gezwungen. Er sucht das Gespräch mit einer ihm bekannten Transfrau, die ihm rät, sein Kind zu unterstützen.
Am nächsten Morgen wird Ben in die Schule zitiert, nachdem Lili handgreiflich geworden ist. Die Schuldirektion erklärt den Integrationsversuch für gescheitert und suspendiert das Kind zeitweise vom Unterricht. Zuhause angekommen, wird er von Mira, Diego und Frau Steck damit konfrontiert, seinen Pflichten nicht nachzukommen. Sie beschließen die Kinder mitzunehmen, doch als Frau Steck andeutet, Erna und Lili zeitweise in einer Pflegefamilie unterbringen zu wollen, platzt bei Mira die Fruchtblase und Lili reißt im Tumult kurzerhand aus. Diego kann den inzwischen stark alkoholisierten Ben nur mit Mühe dazu bewegen, bei der Suche nach Lili zu helfen. Ben kann Lili schließlich am nächsten Tag mitten im Wald finden, wo er ihr unter Tränen verspricht, immer für sie da zu sein. Kurze Zeit später findet sich die Familie versöhnt im Krankenhaus ein.

## Hintergrund
Die Dreharbeiten zu Oskars Kleid fanden zwischen 17. Juni und 11. August 2020 vornehmlich in München, Augsburg sowie in Landshut statt. Für die Herstellung von Oskars Kleid zeigten sich Marco Beckmann und Dan Maag von Pantaleon Films sowie Daniel Sonnabend von der Warner Bros. Film Productions Germany verantwortlich. Als Koproduzenten agierten ferner Florian David Fitz sowie Klaus Dohle von der Erfttal Film. Die Herstellungsleitung übernahm Stephanie Hayward-Schneider. Der Deutsche Filmförderfonds förderte das Projekt mit rund 1,2 Millionen Euro. Weitere Produktionsförderung erhielt Oskars Kleid durch die Filmförderungsanstalt (520.000 Euro), den FilmFernsehFonds Bayern (600.000 Euro) und das Medienboard Berlin-Brandenburg (180.000 Euro). Filmförderungsanstalt und FilmFernsehFonds Bayern beteiligten sich ferner auch an der Verleihförderung sowie Medialeistungen.

## Rezeption
Helena Berg von Filmstarts.de befand, dass man merke, dass der Film für „Florian David Fitz eine unbedingte Herzensangelegenheit“ sei. So komme die Produktion „ohne aufgesetztes Drama oder platten Humor“ aus, aber „dafür mit tollen Darsteller*innen und einer großen Ehrlichkeit, wenn es um die Darstellung der verschiedenen Perspektiven geht“. So erreiche Oskars Kleid „ein erstaunliches Maß an mitreißender Unterhaltung“, dessen „größtes Plus“ es sei, „dass es sich eben nicht eine bestimmte Zielgruppe ausgesucht“ habe, sondern verschiedene „Themen als auch in den Tonarten“ bediene. Berg resümierte ferner: „Einen Film mit großer Leichtigkeit zu erzählen, heißt eben nicht, ein Thema auf die leichte Schulter zu nehmen“.

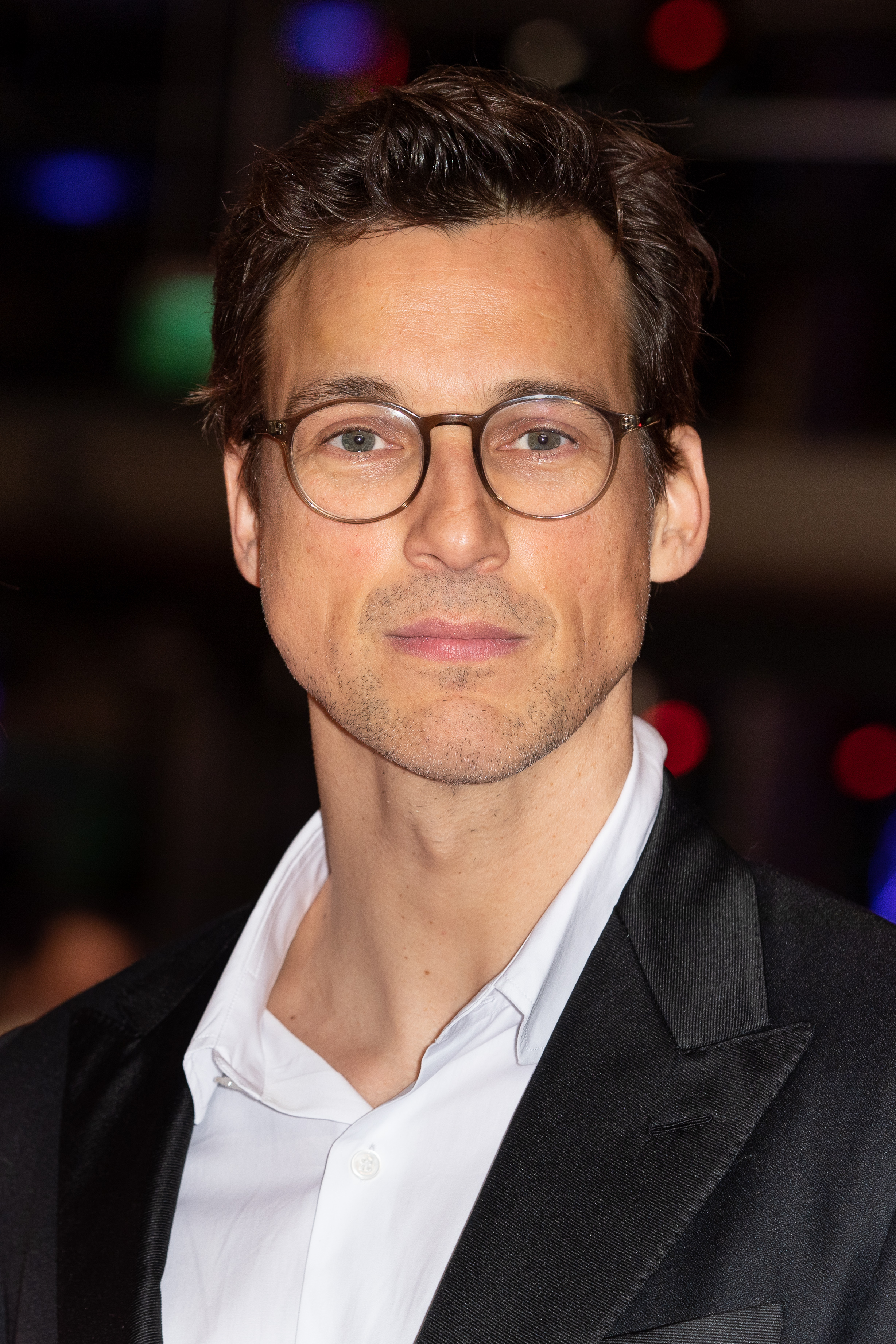
Kritiker bewerteten Florian David Fitz’ Drehbuch überwiegend positiv.

Die Redaktion des Spiegels urteilte, dass Tabak und Fitz eine Kinomödie gelungen sei, die „intelligent, anrührend und oft zum Quietschen komisch von den Nöten plausibler Menschen erzählt“. In den richtigen Momenten zeichne „sich die mit allerhand hervorragenden Schauspielerinnen (Senta Berger zum Beispiel) und Schauspielern besetzte Komödie durch eine schöne Gelassenheit aus. Mit Sinn für Tempo und einem netten Soundtrack zeigt der Regisseur Tabak, wie Kinder, Eltern und Großeltern sich fröhlich zurechtfinden in einer Welt, in der die Suche nach der eigenen Identität ein bisschen komplizierter ist als sonst im Genre der deutschen Kinokomödie“.
Thomas Schultze schrieb in Blickpunkt: Film, dass Oskars Kleid „unverkennbar ein Stoff von Florian David Fitz“ sei. So biete der Autor einmal mehr „unverändert Mainstream mit Herz, Unterhaltung mit Empathie, High Concept mit einem gewissen Dreh, erzählt Geschichten, die von Menschen im Kino gesehen werden, die zwei Stunden dem Alltag entfliehen wollen und dann feststellen, dass die ganz großen Abenteuer oft die Dinge sind, die einen den Alltag einfach nur von einer ein klein bisschen anderen Seite ganz neu sehen lassen“. Das „mag man als simpel empfinden, aber leicht macht es der Film seinem Helden nicht, sich vom Saulus zum Paulus zu wandeln. Dass es ihm schließlich doch gelingt und Oskars Kleid mit dem Bild enden kann, dass Fitz überhaupt erst auf die Idee für die Geschichte gebracht hatte, ist nicht unbedingt Abbild gängiger Realität, aber doch Ausdruck einer aufrichtigen Hoffnung.“
Nadine Lange vom Tagesspiegel befand, dass Fitz seiner Hauptfigur „einen ganzen Haufen Hindernisse in den Weg geschrieben und die Handlung stark überfrachtet“ habe, was in einer „behämmerten Verfolgungsjagd mit anschließender Klopperei, eine Fast-Geburt auf der Autobahn und vom Baum kackende Waldbesetzern“ kulminiere und „die Komödien-Überdrehtheit“ komplettiere. Dennoch sei Oskars Kleid „wichtiger Film , der das Potenzial hat, beim Mainstream-Publikum das Verständnis für trans Kinder zu erhöhen. Das Werk, das sich höchstens in zweiter Linie an die queere Community richtet, ist ein Plädoyer dafür, dass Eltern sich selbst hinterfragen und nicht ihre trans Kinder zum Problem machen. Das ist schon viel für eine deutsche Familienkomödie in einer Kinolandschaft, die LGBTIQ-Themen ansonsten höchsten am Rande verhandelt.“
Anna Steinbauer von der Süddeutschen Zeitung urteilte, dass Tabaks Film „unentschieden zwischen klamaukig und dramatisch“ changiere, oft aber „nur Fragezeichen in Story wie Figurenzeichnung“ erzeuge. So handele es sich bei der Hauptfigur Ben Kornmann um ein „einziges Polizisten-Stereotyp: intolerant, homophob und in seiner eigenen toxischen Männlichkeit gefangen“. Warum Autor Fitz die Figur „zu all den anderen Identitätsfragen auch noch“ als Kind „jüdischer Bildungsbürger“ angelebt habe und dies „bald in ein Dickicht unentwirrbarer Klischees führt, bleibt sein Geheimnis. Beim Zuschauen löst es jedenfalls heftige Fremdscham-Reflexe aus“. So rücke Oskars Kleid „einmal mehr die Erwartung der Männer in den Vordergrund, mit allen ihren Beschränkungen und Überforderungen, Defiziten und Unfähigkeiten weiterhin im Mittelpunkt zu stehen – während alle anderen sich sorgend und verzeihend drum herumgruppieren müssen“.

## Erfolg
Oskars Kleid feierte am 15. Dezember 2022 in der Astor Film Lounge im Arri in München Uraufführung. Die Freigabe der Produktion zur öffentlichen Vorführung erfolgte am 22. Dezember. Bis Jahresende konnte der Film 186.482 Zuschauer verzeichnen. Er platzierte sich damit unter den Top 30 der meistbesuchten deutschen Filmproduktionen des Jahres. Insgesamt konnte die Produktion mehr als 600.000 Zuschauer in die Kinos locken.
Bei der Bambi-Verleihung 2023 konnte sich Oskars Kleid in der Kategorie Film National gegen Karoline Herfurths Einfach mal was Schönes (2022) und Michael Herbigs Tausend Zeilen (2022) durchsetzen. Fitz wurde für sein Spiel wiederum mit dem Bayerischen Filmpreis ausgezeichnet und gewann in seiner Funktion als Drehbuchautor ferner die Romy in der Kategorie Bestes Drehbuch Kino. Seine schauspielerische Leistung war zudem ebenfalls für den Bambi und die Romy nominiert.